# Вежа Міліції
Вежа Міліції, Вежа Ополчення (італ. Torre delle Milizie) — вежа в Римі, межує з Імперськими форумами та примикає до Ринку Траяна. 

## Історія
Землетрус у 1348 році обумовив зруйнування верхнього поверху і легкого зрушення структури. Вона належала до серії укріплених споруд, згрупованих навколо будівлі суду.
Початок будови датується, можливо, часом понтифікату папи Іннокентія III (1198–1216). З кінця XIII століття стає власністю сім'ї Анібальді, пізніше — сім'ї Каетані, з якої походить Боніфацій VIII, який, в свою чергу, розширює та збільшує вежу. 
У середині XIV століття переходить у володіння сім'ї Конті і залишається її власністю до 1619 року. Пізніше придбана сусіднім монастирем.
Вежа прямокутної форми з фундаментом 10,5 × 9,5 м. 

## Галерея

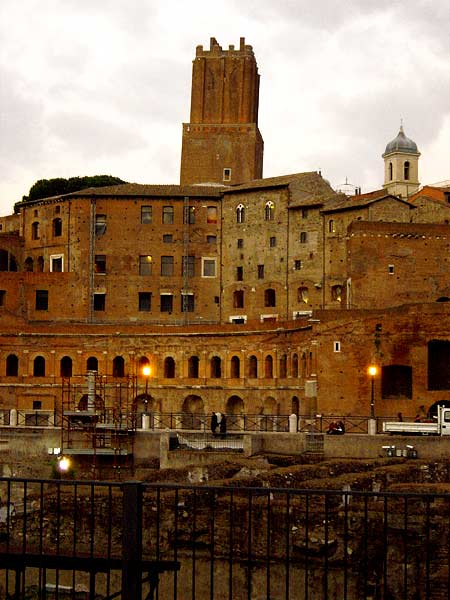
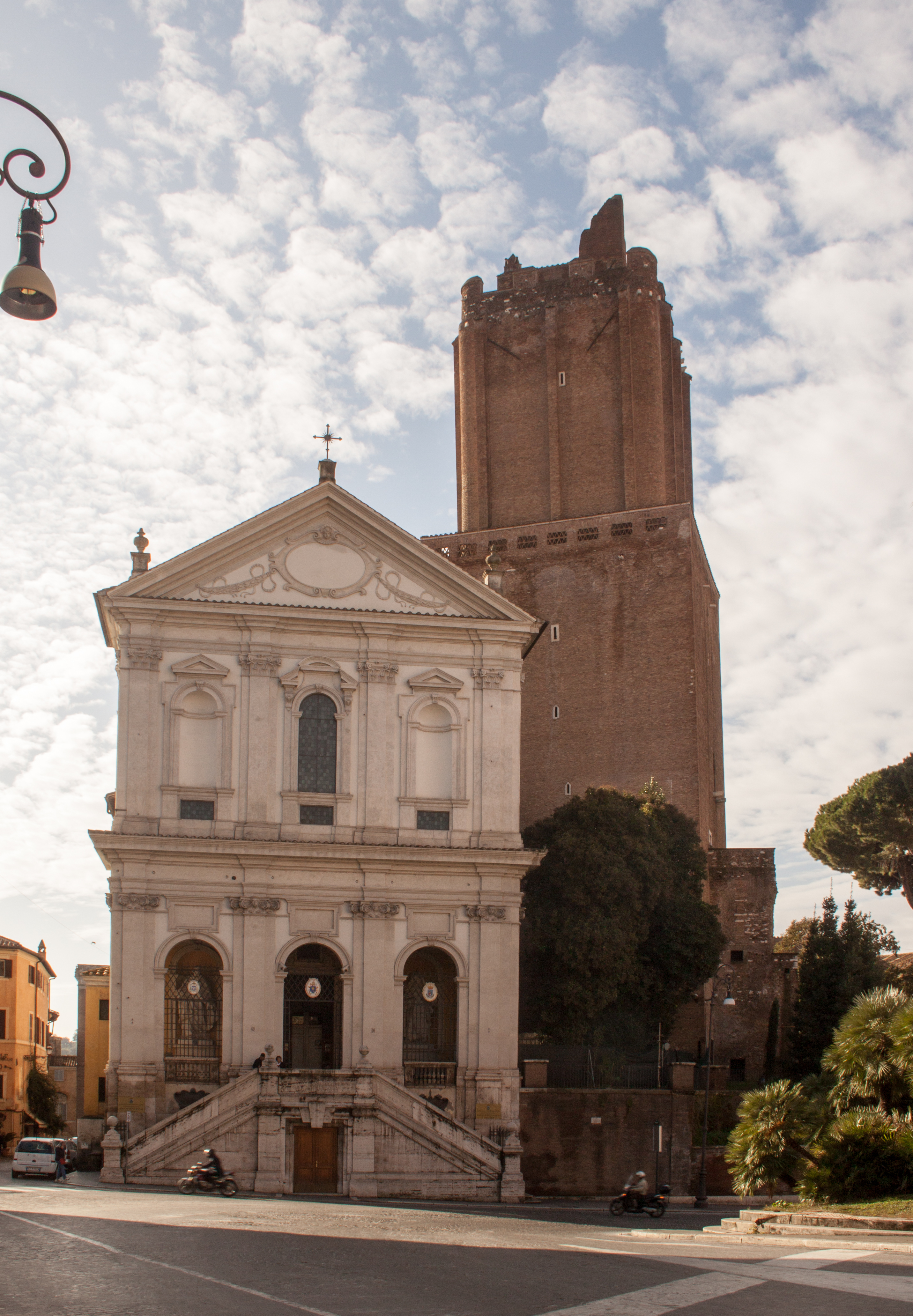
Церква святої Катерини Сієнської